# Politiek in Libanon

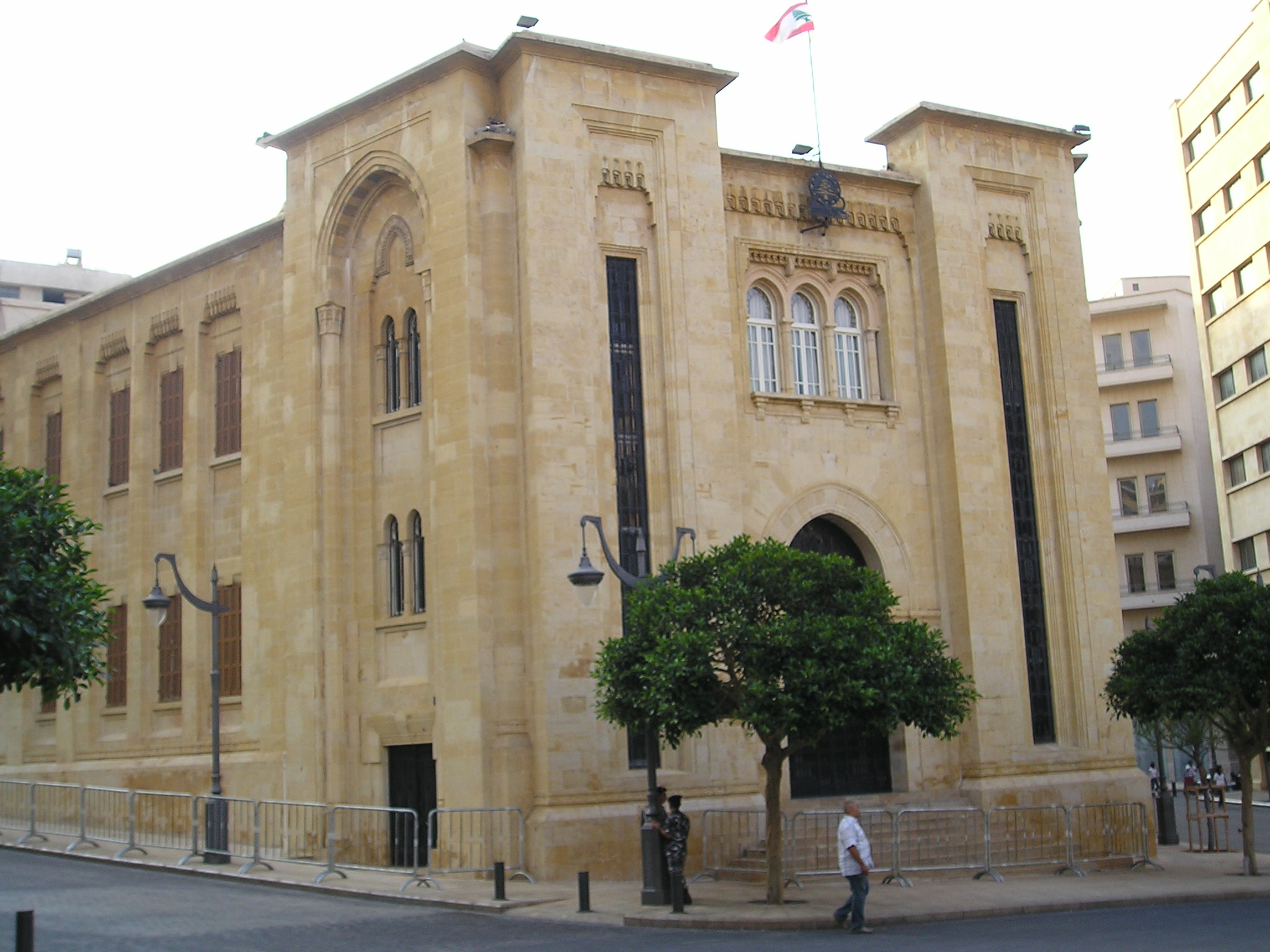
Parlementsgebouw in Beiroet

De politiek in Libanon is, vergeleken met andere landen, bijzonder complex vanwege de representatie van de verschillende etnisch-religieuze groepen in de regering. De staatsvorm in Libanon is een republiek.
In het zogenaamde Nationale Pact van 1943 is vastgelegd dat de belangrijkste functies in de politieke macht verdeeld zijn over de belangrijkste etnisch-religieuze groepen:
- de president is een Maronitisch christen
- de premier is een soennitische moslim
- de parlementsvoorzitter is een sjiitische moslim
- de opperbevelhebber van het leger is een Maronitisch christen

De macht is dus naar confessionele lijnen verdeeld. De verhouding qua politieke macht tussen moslims en christenen in het parlement is gelijkelijk verdeeld, maar aangezien de president en de bevelhebber van het leger christen (Maronieten) zijn, valt het in hun voordeel uit. Deze verhoudingen zijn gebaseerd op een volkstelling uit 1932 en later herzien bij het Vredesakkoord van Taif van 1989. Inmiddels vormen de moslims de meerderheid van de Libanese bevolking. Tijdens de verkiezingen van 2005 was de verdeling van de stemgerechtigden tussen christenen en moslims ruwweg 40% versus 60%.
De wetgevende macht berust bij een voor vier jaar gekozen Kamer van Afgevaardigden. Alle Libanezen van 21 jaar en ouder hebben stemrecht.
Geen der partijen heeft ooit een absolute meerderheid behaald, waardoor in Libanon altijd coalities gesmeed moeten worden om te kunnen regeren.

## Indeling in kiesdistricten
De 128 zetels in het parlement worden gelijk verdeeld tussen de moslims en de christenen, waarbij elke groep dus 64 zetels krijgt. De zetels van de moslims en christenen worden dan nog verder opgesplitst naar etniciteit.
Moslims:
- soennieten 27 zetels
- sjiieten 27 zetels
- Druzen 8 zetels
- Alawiten 2 zetels.

(totaal 64 zetels)
Christenen:
- Maronieten 34 zetels
- Grieks-orthodoxen 14 zetels
- Grieks katholieken 8 zetels
- Armeens orthodoxen 5 zetels
- Armeens katholieken 1 zetel
- Protestanten 1 zetel
- "Minderheden" 1 zetel

(totaal 64 zetels)
De indeling in regio's, districten en kieskringen is bijzonder complex. Het land is onderverdeeld in vijf verschillende regio's, die weer zijn onderverdeeld in totaal 14 districten en die zijn weer onderverdeeld in 27 kieskringen. Die kieskringen vertegenwoordigen 1 tot 10 zetels in het parlement en worden toegekend op basis van etniciteit. De kandidaat die een meerderheid heeft in een kieskring, wint de zetel.
Indien meerdere zetels verkiesbaar zijn, worden de zetels nader verdeeld. Voorbeeld: Stel er zijn 3 zetels verkiesbaar in een gebied waar overwegend moslims wonen met een christelijke minderheid, dan zullen, bijvoorbeeld, twee zetels naar de islamitische kandidaten gaan en een naar de christelijke kandidaat. De christelijke kandidaat wordt in dit voorbeeld gekozen door een moslim-meerderheid en zal derhalve meer rekening moeten houden zijn moslim achterban dan met zijn christelijke aanhangers.
Als gevolg van de indeling van de kiesdistricten komen dergelijke situaties veelvuldig voor en dat heeft geleid tot kritiek op het stelsel. Zo heeft bijvoorbeeld de patriarch van Libanon, Nasrallah Boutros Cardinal Sfeir, gesteld dat tijdens de landelijke verkiezingen in 2005, driekwart van de christelijke zetels door moslims werden verkozen. De nieuw verkozen parlementsleden hebben aangekondigd een prioriteit te willen maken van de herziening van het kiesstelsel.

## Belangrijkste politieke partijen
De belangrijkste politieke partijen zijn over het algemeen confessioneel, hoewel sommige partijen dit ontkennen:
- Kataeb-partij of Kataeb Sociaaldemocratische Partij (rechts; maronitisch)
- Syrische Socialistische Nationale Partij (centrumlinks; overwegend Grieks-orthodox en soennitisch. De partij streeft naar een 'Groot-Syrië')
- Amal, beweging van de hoop (gematigd, sjiitisch)
- Hezbollah ('Partij van God', (gematigd, sjiitisch)
- Progressieve Socialistische Partij (centrumlinks; overwegend Druzisch geleid door Walid Jumblatt)
- Nationaal Liberale Partij (liberaal, centrum; overwegend maronitisch)
- Koerdische Democratische Partij (centrum; Koerdisch nationaal)
- Nasseristische Partij (nasseristisch, links; overwegend soennitisch)
- Libanese Communistische Partij (communistisch reformistische en orthodox-communistische vleugel; overwegend Grieks-orthodox en Sjiitisch)
- Dashnak Partij ('Armeense Revolutionaire Partij', van oorsprong sociaaldemocratisch, thans centrum; Armeens-Orthodox)
- Hunchak Partij (sociaaldemocratisch; Armeens-Orthodox)
- Ramgavar Partij (links socialistisch; Armeens-Orthodox)
- Geheim Leger voor de Bevrijding van Armenië (marxistisch-leninistisch; Armeems-Orthodox)
- Vrije Patriottische Beweging geleid door General Michel Aoun (centrumrechts, seculier)

## Verkiezingen van juni 2005
In juni 2005 werden in Libanon verkiezingen gehouden. Hiertoe sloten de verschillende politieke partijen diverse coalities. De overwinning ging naar een coalitie genaamd Lijst Martelaar Rafik Hariri, die geleid werd door Rafiq Hariri's zoon Saad Hariri. Zijn coalitie won 72 zetels in het 128 zetels tellende parlement.
Uitslag:
| Partij                          | Zetels |
| ------------------------------- | ------ |
| Lijst Martelaar Rafik Hariri    | 72     |
| Weerstand- en Ontwikkelingsblok | 35     |
| Vrije Patriottische Beweging    | 21     |

Fouad Siniora vormde hierna een regering. Deze bestond uit 24 personen, 12 christenen en 12 moslims. Ook Hezbollah maakt deel uit van de regering.
Na de oorlog met Israël in 2006 won de Hezbolla aan invloed. Er ontstond in 2007 en 2008 een politieke crisis die tot gevolg had dat het minderheidsblok vetorecht ten aanzien van de regeringsbesluiten verwierf.

## Verkiezingen van juni 2009
De jongste verkiezingen in Libanon hadden plaats op 7 juni 2009. De uitslag luidde:
| Partij | Zetels |
| --- | ------ |
| Prowesterse coalitie van soennieten, en een deel van de christenen en druzen onder leiding van Saad Hariri | 60     |
| Hezbollah, Amal en bondgenoten                                                                             | 30     |
| Vrije Patriottische Beweging en bondgenoten                                                                | 27     |
| Progressieve Socialistische Partij (Walid Joumblatt)                                                       | 8      |
| Onafhankelijke kandidaten                                                                                  | 3      |

De opkomst bij deze verkiezingen was 52,3% vergeleken met 45,8% in 2005. De politieke verhoudingen zijn door deze verkiezingen echter nauwelijks gewijzigd.
Op 27 juni 2009 verklaarde de nieuwe Libanese premier Saad Hariri een regering van nationale eenheid te zullen vormen. De vorming van het kabinet verliep zeer moeilijk, maar op 9 november 2009 werd Saad Hariri beëdigd als premier.
Op 12 januari 2011 viel deze regering nadat elf ministers ontslag hadden genomen. Deze elf ministers zijn afkomstig uit de Hezbollah-beweging en partijen die eraan gelieerd zijn. De shi’itische Hezbollah-beweging is woedend over de activiteiten van het door de Verenigde Naties gesteunde Hariri-tribunaal dat vanuit Leidschendam de moord op Rafik Hariri (vader van Saad) onderzoekt. De beweging vreest dat het tribunaal aanklachten jegens prominente leden van Hezbollah zal formuleren en stelt dat Israël achter de aanslag stond.
De Libanese president Michel Suleyman benoemde op 25 januari 2011 de soennitische miljardair Najib Mikati tot nieuwe premier. Hij wordt gesteund door Hezbollah. Reeds in 2005 leidde Mikati gedurende drie maanden een overgangsregering.
Zie ook:
- Lijst van premiers van Libanon
- Lijst van presidenten van Libanon